# Гана на Светском првенству у атлетици у дворани 2022.
Гана је шеснаести пут учествовала на 18. Светском првенству у атлетици у дворани 2022. одржаном у Београду од 18. до 20. марта. Репрезентацију Гане представљала су 2 атлетичара који су се такмичили у 2 дисциплине.,
На овом првенству такмичари Гане нису освојили ниједну медаљу али је остварен један најбољи лични резултат сезоне.

## Учесници
Мушкарци:
- Шон Сафо-Антви — 60 м
- Алекс Аманква — 800 м

## Резултати

### Мушкарци
| Атлетичар      | Дисциплина | Лични рекорд | Квалификација | Квалификација | Полуфинале           | Полуфинале           | Финале               | Финале       | Детаљи |
| Атлетичар      | Дисциплина | Лични рекорд | Резултат      | Место         | Резултат             | Место                | Резултат             | Место        | Детаљи |
| -------------- | ---------- | ------------ | ------------- | ------------- | -------------------- | -------------------- | -------------------- | ------------ | ------ |
| Шон Сафо-Антви | 60 м       | 6,55         | 6,71(.705)    | 4. у гр. 7    | Није се квалификовао | Није се квалификовао | Није се квалификовао | 33 / 49 (52) |        |
| Алекс Аманква  | 800 м      | 1:44,80      | 1:49,96       | 5. у гр. 3    |                      |                      | Није се квалификовао | 20 / 23 (24) |        |